# Ingrid Solange Amougou
Pour les articles homonymes, voir Amougou.
Ingrid Solange Amougou, est une organisatrice de concours de beauté camerounaise. Elle a été présidente du Comité Miss Cameroun.

## Biographie

### Famille et jeunesse
Ingrid Solange Amougou naît un 27 juin.

### Parcours
Depuis sa création en 2002, Ingrid Solange Amougou est fondatrice et présidente du Comité d'Organisation Miss Cameroun, en abrégé Comica,,. Pour la 16ᵉ édition, celle de 2022, elle fait partie du comité qui revoit la dotation des prix des gagnantes,,. Et sur les mesures sanitaires dues à la Covid durant les années de pandémie. Elle s'exprime sur le manque de discipline parmi les gagnantes durant l'année de leur élection. Elle est accompagnée par Chantal Biya lors des cérémonies de remise des prix aux gagnantes.

### Polémique autour de Miss Cameroun 2018
Elle est chassée du comité d'organisation du comité du concours Miss Cameroun 2018, organisé en décembre 2017,. Son rôle est ensuite précisé et elle est maintenue par le ministre des Arts et de la Culture du Cameroun Ismaël Bidoung Kpatt,. Elle demande par la suite un dédommagement à la suite de cette polémique,.

### Articles Connexes
- Comité d'Organisation Miss Cameroun